# Sigismund von Bibra
Hans-Sigismund Günther von Bibra (* 3. Juni 1894 in Oberems; † 7. Oktober 1973 in Irmelshausen, Gemeinde Höchheim) war ein deutscher Diplomat in der Zeit des Nationalsozialismus und ein leitender Funktionär der Auslandsorganisation der NSDAP.

## Leben
Hans-Sigismund Freiherr von Bibra war der Sohn des Forstmeisters Karl von Bibra und der Paula von Goedekingk, sein Großvater Albert von Bibra war Erbuntermarschall, Kammerherr und Geheimer Rat. Nach dem Besuch des Gymnasiums in Quedlinburg, der Oberrealschule in Ballenstedt und des Fridericianum Davos wurde er ab August 1914 Soldat im Ersten Weltkrieg und erreichte den Dienstgrad eines Oberleutnants. Im September 1914 geriet er in französische Kriegsgefangenschaft, die er in Marokko und der Schweiz in Internierungslagern verbrachte. Nach dem Krieg legte er das Abitur ab. Von 1918 bis 1922 studierte er Rechts- und Staatswissenschaften in Berlin und Würzburg. 1922 promovierte er zum Dr. rer. pol. und trat in den Auswärtigen Dienst ein. Sein erster Einsatz war im Reichskanzleramt, wo er am 3. Januar 1923 persönlicher Referent des Reichskanzlers Wilhelm Cuno wurde. Nach Ausbildungsstationen in der Wilhelmstraße und in Rio de Janeiro war er seit 1931 bei der Gesandtschaft in Prag eingesetzt. Er war Mitglied der DNVP und trat dann zum 1. Mai 1933 der NSDAP bei (Mitgliedsnummer 2.523.623). In der Prager Auslandsorganisation der NSDAP stieg er zum Kreisleiter, Oberbereichsleiter und Ortsgruppenleiter auf.
Nach der Machtübergabe an die Nationalsozialisten im Deutschen Reich im Januar 1933 war Bibra in Prag einerseits in der Bekämpfung der politischen Organisation der deutschen Flüchtlinge aktiv. Von dem Gestapo-Spitzel Max Goldemann, einem deutschen Flüchtling und Mitarbeiter in Kurt Grossmanns Flüchtlingshilfe, erhielt er eine Namenskartei deutscher Emigranten. Auf der Gegenseite war Bibra an einer illegalen Aktion des deutschen Botschafters Walter Koch zur finanziellen Unterstützung der Nationalsozialisten in der ČSR beteiligt, als sich dort im Oktober 1933 die Deutsche Nationalsozialistische Arbeiterpartei nach einer Verbotsdrohung auflösen musste.

### Schweiz
Wegen seiner Bewährung in den Parteiämtern wurde er am 30. Juni 1936 als Gesandtschaftsrat an die deutsche Gesandtschaft nach Bern versetzt, wo Ernst von Weizsäcker der deutsche Gesandte war. Bis Kriegsbeginn, als der Botschaftsrat Theodor Kordt seinen Posten in London räumen musste und nach Bern kam, war Bibra an zweiter Stelle in der Gesandtschaft und der Geschäftsträger bei Abwesenheit des Botschafters.
In der Schweiz hatte der jüdische Student David Frankfurter am 4. Februar 1936 den Landesgruppenleiter der NSDAP/AO Wilhelm Gustloff in dessen Wohnung in Davos erschossen. Bibra übernahm nun dessen Leitungsfunktion in der Partei, sah sich aber damit konfrontiert, dass nach der Ermordung Gustloffs die Schweizer Regierung am 18. Februar 1936 die Landesgruppenleitung und die Kreisleitungen verboten hatte, wenn auch nicht die NSDAP-Mitgliedschaft der deutschen Staatsbürger, die sich in der Schweiz aufhielten. Bibra führte im Schutz seiner diplomatischen Immunität unter den Augen der Schweizer Politiker Gustloffs Arbeit weiter, organisierte weitere (nunmehr illegale) NS-Organisationen und steigerte die Parteieintritte von Auslandsdeutschen, indem er sie mit der Aberkennung der Staatsbürgerschaft bedrohte. Die Ausübung von Druck zum Parteieintritt verstieß gegen die Richtlinien des Bundesrats vom 29. September 1935 betreffend politischer Vereinigung von Ausländern in der Schweiz. Zunächst aber war er mit der Koordination der deutschen Aktivitäten beim Gustloffmordprozess beschäftigt, die das deutsche Außenministerium nicht Weizsäcker allein überlassen wollte. Da Weizsäcker in Berlin in der politischen Abteilung des Auswärtigen Amtes zusätzliche Aufgaben hatte, die ihm später bei seinem Karrieresprung zum Staatssekretär angerechnet wurden, musste er sich mit Bibra auch fernschriftlich abstimmen. So empfahl er ihm, nachdem Wolfgang Diewerge ihm in Berlin die zwischen Propagandaministerium und Außenminister bereits abgestimmte politische Linie verkündet hatte, ein prozessual geschicktes Vorgehen gegen das  Judentum, das von deutscher Seite als Drahtzieher und Auftraggeber des Mordes dargestellt werden sollte. Weizsäcker sah bessere Propagandamöglichkeiten gegen die Juden, wenn der Nebenkläger Friedrich Grimm in der Prozessführung abwarte: „Für die Bedürfnisse der Judenbekämpfung bleibt dann und insbesondere nach Prozeßablauf ja gewiß noch ein weites Feld.“
Bei Dienstantritt des Weizsäcker-Nachfolgers Otto Köcher am 3. Juni 1937 war die Schweizer Anerkennung von Bibras Funktion als De-facto-Landesgruppenleiter nur noch eine diplomatische Prestigefrage, was allerdings die Neue Zürcher Zeitung vom 17. September 1937 alarmierte, die über die bei der Auslandsdeutschentagung in Stuttgart von Ernst Wilhelm Bohle verkündete, wenn auch sogleich dementierte, Einbindung aller Auslandsorganisationen in die jeweiligen diplomatischen Vertretungen berichtete. Botschafter Köcher versuchte die Presseartikel, auch der National-Zeitung, die sich mit Bibras Position und illegalem Wirken beschäftigten, als Stimmungsmache herunterzuspielen. Bis Mitte 1938 hatte sich von Bibra innerhalb der Gesandtschaft einen veritablen Stab zur Bearbeitung der Geschäfte der AO aufgebaut, dazu gehörten ein Geschäftsführer, ein Bearbeiter für Angelegenheiten der Deutschen Arbeitsfront, ein Redakteur für die in Essen gedruckte Deutsche Zeitung in der Schweiz, eine Leiterin der Frauenarbeitsgemeinschaften und zwei Sekretärinnen. Alle Positionen hatte ihm der Schweizer Diplomat Hans Frölicher noch genehmigt, bevor er zum Botschafter in Berlin befördert wurde. Bei seinem Antrittsbesuch beim inzwischen zum Außenamtsstaatssekretär aufgestiegenen Bohle verwies Frölicher in der Frage der Anerkennung der Landesleitung einerseits auf die De-facto-Situation der Tolerierung, andererseits auf Innerschweizer politische Widerstände und den diplomatischen Druck aus Frankreich. In der Schweizer Bevölkerung gab es neben nationalsozialistischen Strömungen auch Widerstände gegen die eigenen Faschisten und gegen die reichsdeutschen Nationalsozialisten im Lande: Der Luzerner NS-Ortsgruppenführer August Ahrens, der in Stuttgart 1937 in seiner Rede bedauert hatte, dass in der Schweiz keine Aufmärsche und Uniformen erlaubt seien, gab 1938 sein Fotogeschäft auf, weil die lokale Bevölkerung die Ladengeschäfte deutscher Nazis boykottierte und gegen ihn ein Ausweisungsantrag gestellt worden war.
Wegen seiner Mitgliedschaft in der NSDAP musste Freiherr von Bibra im Frühjahr 1939 weisungsgemäß wieder aus dem Johanniterorden austreten. Dort war er seit 1925 Ehrenritter, Rechtsritter wurde Bibra 1933, Mitglied in der Brandenburgischen Provinzialgenossenschaft der benannten Kongregation. Zeitgleich galt er genealogisch als Familiendirektor des 1. Irmelshäuser Zweiges seines Adelsgeschlechts.
Nach Ausbruch des Zweiten Weltkrieges und den deutschen militärischen Erfolgen wurde die Schweizer Politik noch defensiver (vgl. Appeasement-Politik) und im Oktober 1940 wurde die Landesgruppenführung der NSDAP wieder zugelassen, ohne dass diesem Schritt überhaupt eine offizielle Forderung der Großdeutschen Regierung vorangegangen war. Im Oktober 1942 dürfte sich knapp die Hälfte der rund 80.000 Deutschen in der Schweiz an wenigstens einer der nationalsozialistischen Organisationen beteiligt haben und 2.400 Deutsche in der Schweiz waren Parteimitglied (bei der Mitgliederbewegung ist die Mitglieder-Aufnahmesperre der NSDAP zwischen 1933 und 1939 zu berücksichtigen. Die Welle an Neueintritten 1940 ist daher nicht nur auf die Erfolge in den Blitzkriegen zurückzuführen). Bibra sah sich schon als der zukünftige Gauleiter der Schweiz, aber es gab in der Schweiz auch weiterhin Widerstände, so von Regina Kägi-Fuchsmann, die seit 1933 Geschäftsführerin des Schweizerischen Arbeiterhilfswerks war: In einem Zeitpunkt, als die Schweiz ganz von deutschen Heeren umschlossen war, verlangte Herr v. Bibra die Herausgabe der Personalien aller deutschen Flüchtlinge in der Schweiz. Er hat sie nicht erhalten, obwohl er mit der Faust auf den Tisch schlug. Das war im Frühling 1942.
Bibra wurde als Landesgruppenleiter im September 1943 von Generalkonsul Wilhelm Stengel abgelöst, der sich allerdings unter den veränderten militärischen Bedingungen in Europa eher zurückhielt. Am 1. Mai 1945 beschloss der Schweizer Bundesrat, die NSDAP in der Schweiz aufzulösen und Stengel auszuweisen.

### Spanien
Nach dem Tod des Botschafters im frankistischen Spanien Hans-Adolf von Moltke, der am 22. März 1943 im Amt verstarb, ging Bibra mit dem neuen Botschafter Hans-Heinrich Dieckhoff nach Madrid. Als am 17. Juni 1944 der deutsche Diplomat Erich Heberlein, der zwischen März 1937 und Februar 1943 an der Botschaft in Madrid beschäftigt war, von einem Krankenurlaub, den er in Spanien verbrachte, nicht nach Berlin zurückkehren wollte, war Bibra an der Aktion beteiligt, in der die deutsche Gestapo Heberlein aus Spanien in ein deutsches Konzentrationslager verschleppte.
Nach der Abberufung Dieckhoffs am 2. September 1944 übernahm Bibra die Funktion des Geschäftsträgers. Noch am 5. Dezember 1944 konnte er das laufende Wirtschaftsabkommen zwischen dem Deutschen Reich und Spanien bis zum 30. November 1945 verlängern.
Bei Kriegsende wurde er in Spanien interniert, wurde aber bereits dort von den Alliierten verhört. 1946 war er mit dem ehemaligen NS-Landesgruppenleiter in Spanien Hans Thomsen in einer Gruppe von 84 Deutschen, die mit alliierten Flugzeugen nach Stuttgart transportiert wurden. Über seine weitere Internierung ist nichts bekannt. Bei der Entnazifizierung wurde er als Mitläufer eingestuft, obwohl er in der Schweiz als gefürchtetster Nazi gegolten hatte. Im Korpsgeist der Wilhelmsstraßen-Diplomaten hatte ihm Theodor Kordt trotz seiner Empörung über Bibras Beteiligung an der Heberlein-Affäre einen Persilschein ausgestellt, weil Bibra 1942 an Kontakten zu britischen Diplomaten in der Schweiz beteiligt gewesen sei, die von Heinrich Himmler initiiert worden waren.
Bibra bewirtschaftete in der Nachkriegszeit ein landwirtschaftliches Gut und lebte in den 1950er Jahren auf der Veste Irmelshausen.
Bibra hatte 1936 Irmela von Langenn-Steinkeller (1915–1985) geheiratet und war in zweiter Ehe seit 1953 mit Renata Freiin von Guttenberg-Steinenhausen (1914–1981) verheiratet. In der Schweiz hatte Bibra eine Affäre mit der Frau eines Schweizer Abwehroffiziers.

## Schriften
- Die wirtschaftliche Lage Sowjet-Rußlands vor dem Vertrag von Rapallo, o. J. (Würzburg, R.- u. staatswiss. Diss., 1923)